# Johann Jakob Balmer
Johann Jakob Balmer, švicarski matematik in fizik, * 1. maj 1825, Lausen, Basel-Landschaft, Švica, † 12. marec 1898, Basel, Švica.

## Življenje in delo
Balmer je študiral matematiko na Univerzi v Karlsruheju in v Berlinu. Doktoriral je leta 1849 na Univerzi v Baslu z disertacijo o cikloidi. Od leta 1859 je poučeval matematiko na dekliški srednji šoli. Od leta 1865 je predaval tudi na Univerzi v Baslu, kjer se je največ ukvarjal z geometrijo. Leta 1868 se je poročil s Christino Paulino Rinck. Imela sta šest otrok.
Analiziral je svetlobo, ki jo seva žareč vodik. Leta 1885 je postavil izkustveno enačbo, s katero so se lahko natančno izračunale valovne dolžine spektralnih črt v vidnem delu vodikovega spektra. Te raziskave je začel na pobudo Hagenbach-Bischoffa, profesorja fizike na baselski univerzi. Na podlagi Ångströmovih meritev valovnih dolžin štirih vodikovih črt v vidnem delu je zapisal enačbo:
{\displaystyle \lambda \ ={\frac {hm^{2}}{m^{2}-n^{2}}}\!\,}
za n = 2, h = 3,6456×10−7 m, in m = 3, 4, 5, 6, itd. V svojem zapisu iz leta 1885 je imenoval »h« (sedaj znano kot Balmerjeva konstanta) »osnovno vodikovo število«. Balmer je z enačbo predvidel valovno dolžino za m = 7. Hagenbach-Bischoff ga je obvestil da je Ångström opazoval črto z vaovno dolžino 397 nm. Vogel in Huggins sta neodvisno drug od drugega potrdila druge vodikove črte Balmerjeve serije za vodikov spekter »belih zvezd« v ultravijoličnem delu, potem ko so leta 1880 prvič fotografirali spekter zvezde. 
Balmerjeva enačba je poseben primer Rydbergove enačbe, ki jo je leta 1888 izpeljal Rydberg:
{\displaystyle {\frac {1}{\lambda }}\ ={\frac {4}{h}}\left({\frac {1}{n_{1}^{2}}}-{\frac {1}{n_{2}^{2}}}\right)=R_{H}\left({\frac {1}{n_{1}^{2}}}-{\frac {1}{n_{2}^{2}}}\right)\!\,,}
kjer je {\displaystyle R_{H}} Rydbergova konstanta za vodik, {\displaystyle n_{1}=2} za bAlmerjevo enačbo in {\displaystyle n_{2}>n_{1}}.
Bohr je leta 1913 teoretično pojasnil Balmerjevo enačbo in s tem dal pomemben prispevek novi atomski teoriji.

## Priznanja

### Poimenovanja
Po njem se imenuje udarni krater Balmer na Luni.